# Airyantha schweinfurthii
Airyantha schweinfurthii là một loài thực vật có hoa trong họ Đậu. Loài này được (Taub.) Brummitt miêu tả khoa học đầu tiên.